# Húsbarna pénzecskegomba
A húsbarna pénzecskegomba (Laccaria laccata) a Hydnangiaceae családba tartozó, Eurázsiában és Észak-Amerikában honos, erdőkben, bokros területeken élő, ehető gombafaj. 

## Megjelenése
A húsbarna pénzecskegomba kalapja 1,5-5 cm széles, alakja fiatalon domború, majd laposan kiterül; közepén köldökszerűen bemélyedhet. Széle sokáig aláhajló marad, az idős példányoknál többé-kevésbé hullámossá válik; nedvesen kissé bordázott. Színe húsvörös vagy barnásvörös, szárazon okkerszínűre fakul. Felülete csupasz vagy finoman szemcsés, nemezes, pikkelyes.
Húsa vékony, színe húsrózsás vagy halványabb. Íze és szaga nem jellegzetes, esetleg kissé retekszagú lehet.
Ritkán álló vastag lemezei szélesen a tönkhöz nőttek vagy kissé lefutók. Színük húsrózsás vagy barnásvörös, a spórák érésével fehéresen porosak.
Tönkje 3-12 cm magas és 0,3-0,8 cm vastag. Alakja karcsú, sokszor görbült, felfelé vékonyodó, esetleg csavarodott. Színe a kalapéhoz hasonló, felülete hosszában szálas.
Spórapora fehér. Spórája kerek, felülete tüskés, mérete  7-10 μm. 

### Hasonló fajok
A mérgező retekszagú kígyógombával vagy más pénzecskegombákkal (apró, lila, kétszínű pénzecskegomba) lehet összetéveszteni.   

## Elterjedése és termőhelye
Eurázsiában és Észak-Amerikában honos. Magyarországon gyakori. 
Lomberdőkben és fenyvesekben, füves, bokros helyen található, sokszor seregesen. Májustól decemberig terem.  
Nem mérgező, de kis mérete miatt gasztronómiailag nem jelentős.  

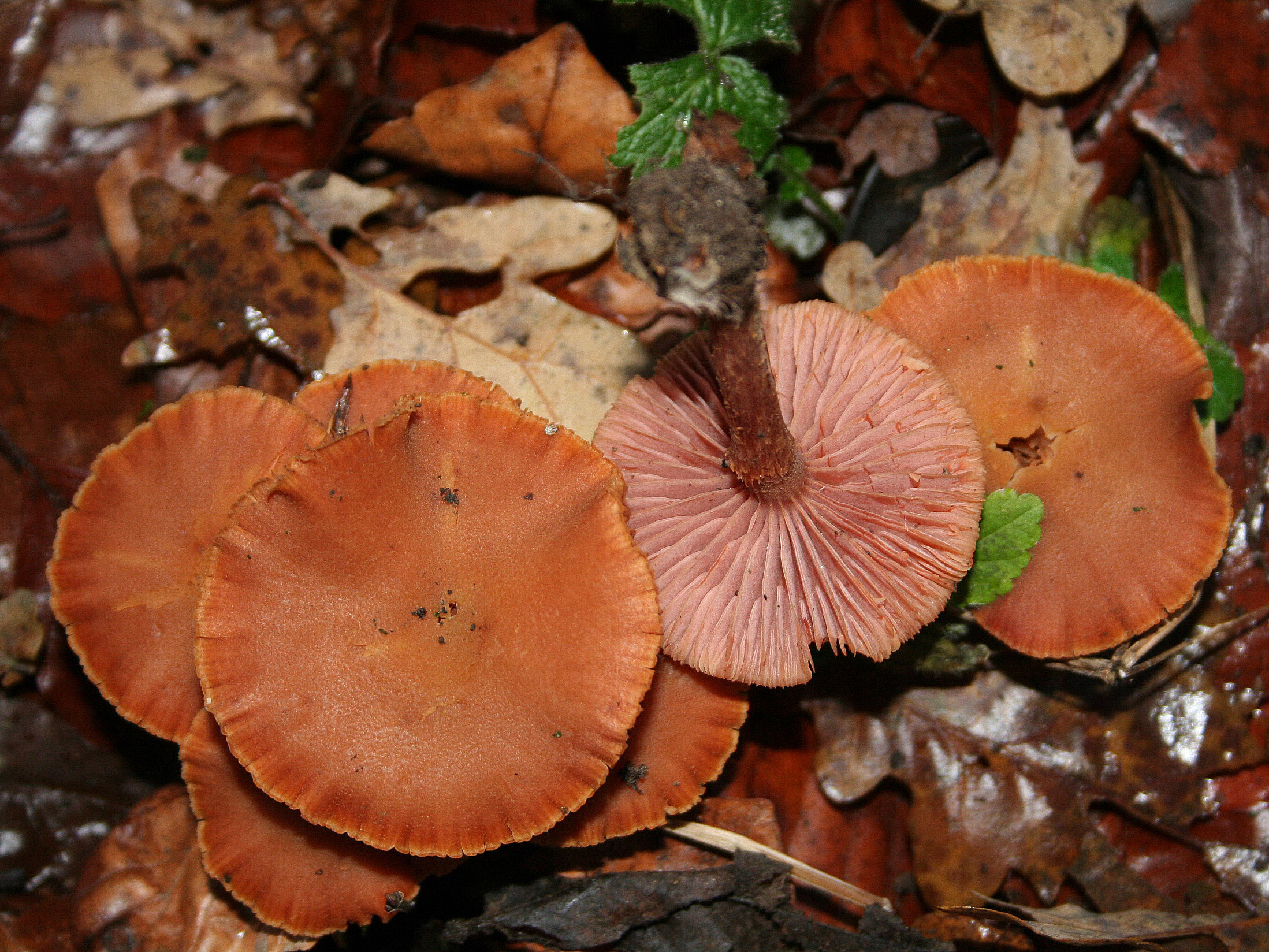
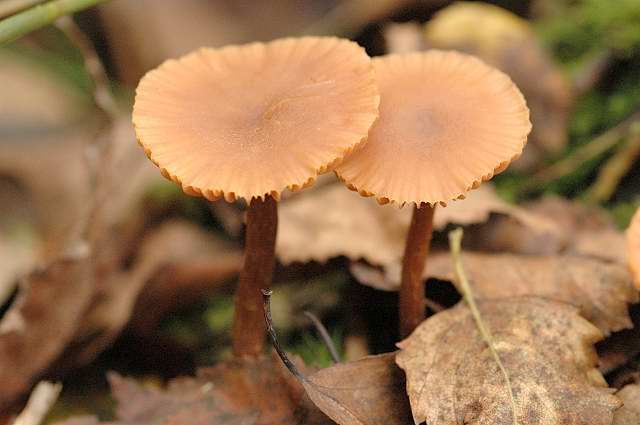
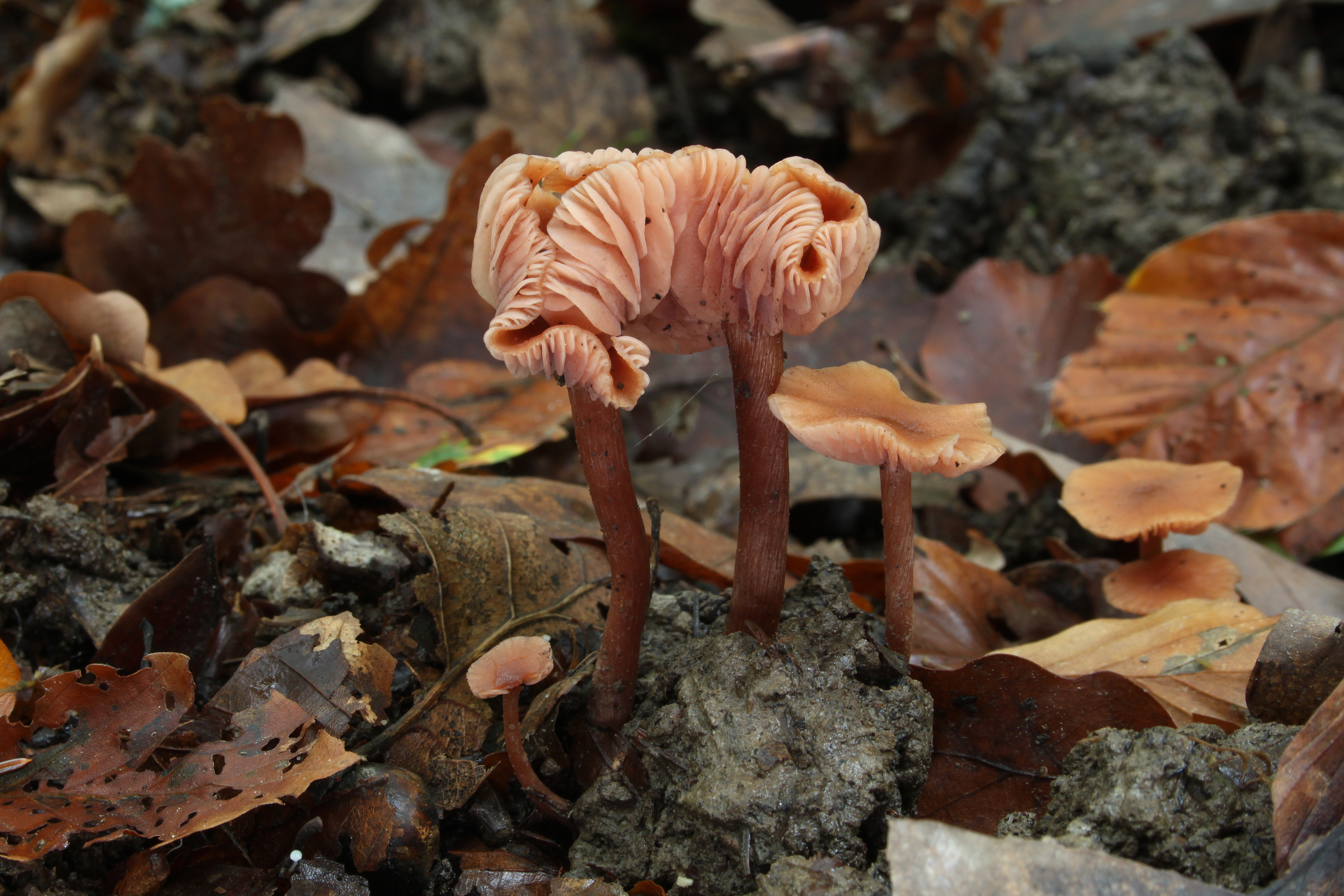
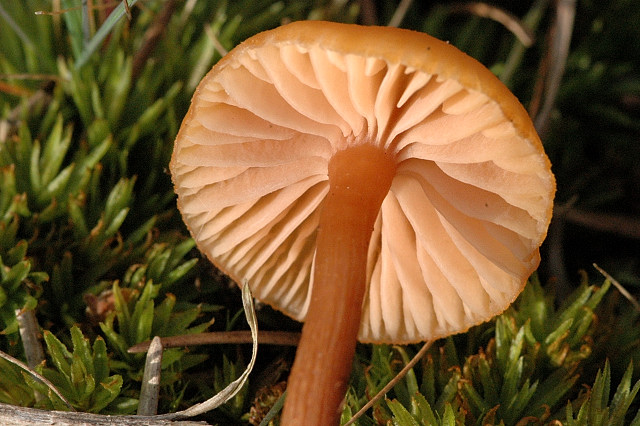
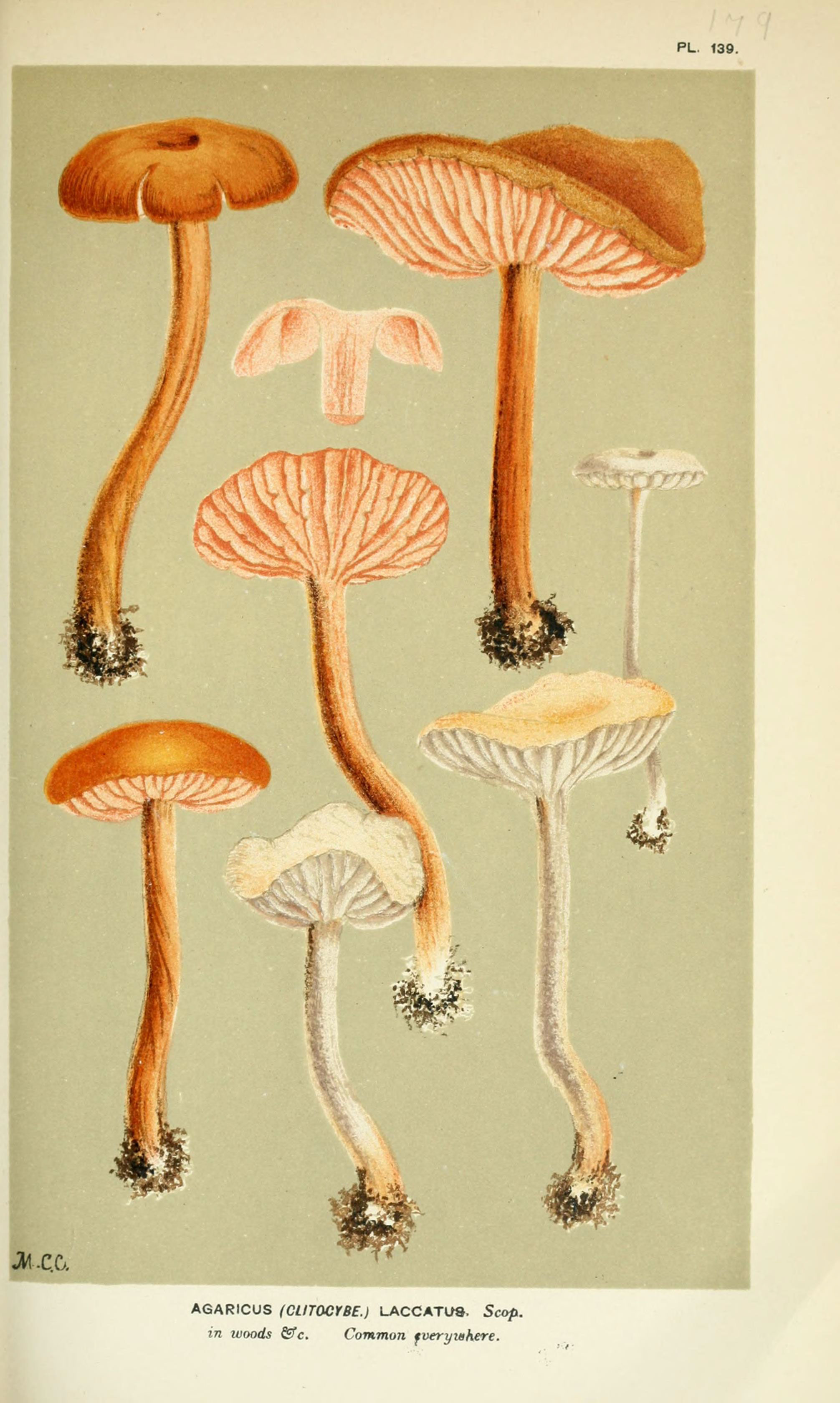